# Josip Esterházy
Josip Esterházy (mađ. Esterházy József) (Pápa, Ugarska, 19. lipnja 1682. – ?, 10. svibnja 1748.), ugarski grof i hrvatski ban (1733. – 1741.) iz mađarske velikaške obitelji Esterházy.

## Životopis
U mladosti se pripremao za svećeničko zvanje i 1700. godine stekao je doktorat iz filozofije u Beču. Usprkos prvobitnim planovima, okrenuo se vojnom pozivu 1705. godine, zbog političkih prilika u Habsburškoj Monarhiji. Istaknuo se u ratu protiv Franje II. Rákóczyja, nakon čega je imenovan kraljevskim savjetnikom, kraljevskim komornikom i velikim županom ugarske županije Komárom.
Sudjelovao je u protuturskom ratu 1716–1718. Godine 1733. imenovan je hrvatskim banom, izabran je za kapetana Kraljevine i promaknut u čin podmaršala.

## Vanjske poveznice
|  | Zajednički poslužitelj ima još gradiva o temi Josip Esterházy |

- Kotrigi, illiti zapovedi voinichke vu taboru szlavnoga horvaczkoga orszaga / pod commandum, illiti zapovedjum preszvetloga nyih excellencie goszpodina groffa Josefa Esterhazia, digitalnezbirke.kgz.hr
- Josip Esterházy Hrvatska enciklopedija

| Prethodnik:       | Hrvatski ban (1733. - 1741.) | Nasljednik:     |
| Ivan V. Drašković | Hrvatski ban (1733. - 1741.) | Karlo Batthyány |